# Hercules Gomes
Hercules Gomes (* 1980 in Porto Novo bei Vitória) ist ein brasilianischer Pianist, Komponist und Arrangeur. Er konzentriert sich auf die komplexe Bearbeitung originär brasilianischer Musik.

## Werdegang
Gomes erkannte früh sein ausgezeichnetes Gehör, doch er begann erst relativ spät, mit 16 Jahren, Klavier zu spielen. Bis dahin war er Autodidakt und hatte lediglich ein Keyboard zur Verfügung. Er studierte brasilianische Musik und klassisches Piano an der Universität von Campinas (UNICAMP), wo er seinen Bachelor-Abschluss erlangte. Nach Jahren in diversen Formationen veröffentlichte er 2013 seine erste Solo-CD "pianismo", wo zur Hälfte eigene Kompositionen zu hören sind. 

## Werk
Gomes hat sich durch seine Aufführungen brasilianischer Musikgenres wie Choro, Frevo und Bossa Nova, die er oft mit Elementen aus Jazz und klassischer Musik kombiniert, einen Ruf erworben. Sein künstlerischer Ansatz ist es, sämtliche Elemente brasilianischer Musik auf das Klavier zu übertragen, was die komplexe Rhythmik dieser Musik beinhaltet. Er erweitert dabei in eigenen Arrangements den Kanon brasilianischer Klavierliteratur. Seine Spieltechnik beruht u. a. auf Lehren von Arturo Benedetti Michelangeli und Peter Feuchtwanger. 
Er ist auf internationalen Musikfestivals aufgetreten, darunter das Jazz Plaza International Festival in Havanna und Festival des Brazilian Music Institute in Miami. Am 14. Juli 2024 bestritt er das Abschlusskonzert beim Festival de Campos do Jordão im Sala São Paulo.
Er hat mehrere Preise erhalten, einschließlich des 11. Nabor Pires de Camargo Preises und des 1. MIMO Instrumental Preises. Seine Diskografie umfasst mehrere Alben, die sowohl eigene Kompositionen als auch Neuinterpretationen klassischer brasilianischer Stücke beinhalten.

### Projekte
Zu seinen Projekten gehört die Aufnahme des "Concerto Carioca No. 2" von Radamés Gnattali, bei der er als Solist mit dem Campinas Symphony Orchestra auftrat. 2022 wurde ihm das "Concerto No.1 for Piano & Orchestra" von João Rocha gewidmet, das er mit verschiedenen Orchestern, darunter OSUSP und das Espírito Santo Orchestra, aufführte.
Gomes ist als Solist aktiv und engagiert sich in der musikalischen Bildung durch das Halten von Meisterklassen und Lehrveranstaltungen. 2025 wird er das erste Mal in Europa zu hören sein.

## Diskographie
- 2013: Pianismo
- 2018: No Tempo da Chiquinha
- 2020: Tia Amélia Para Sempre
- 2022: Sarau Tupinamba